# Portjengrat
Portjengrat (wł. Pizzo d'Andolla) – szczyt w Alpach Pennińskich, w masywie Andolla. Leży na granicy między Szwajcarią (kanton Valais) a Włochami (region Piemont). Szczyt można zdobyć ze schronisk Almagellerhutte (2894 m) po stronie szwajcarskiej oraz Bivacco Città di Varese (2650 m) i Rifugio Andolla (2061 m) po stronie włoskiej.
Pierwszego odnotowanego wejścia dokonali Moritz von Kuffner, Alexander Burgener, J.P.Ruppen 15 lipca 1890 r.